# Carl Moeser

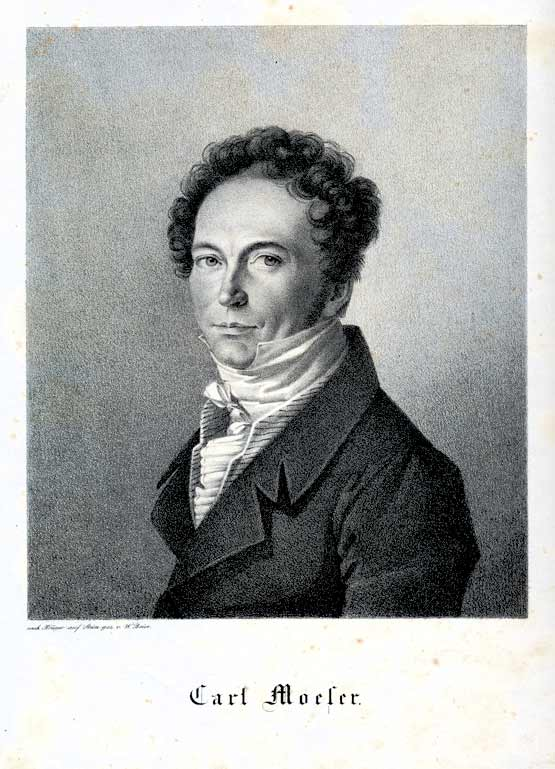
Carl Moeser, Lithographie von W. Beise nach einer Zeichnung von Franz Krüger, 1824

Carl Moeser (* 24. Januar 1774 in Berlin; † 27. Januar 1851 ebenda), auch Karl Möser oder Carl Möser, war ein deutscher Geiger und Kapellmeister.

## Leben
Moesers Vater war Hautboist (Militärmusiker) im Ziethenschen Husarenregiment. Er erteilte seinem Sohn Carl auch den ersten Musikunterricht. Später wurde er von dem Kammermusiker Johann Böttcher auf der Violine unterrichtet und gab bereits April 1784 sein erstes eigenes Konzert. 1788 empfahl ihn König Friedrich Wilhelm II. an den Markgrafen Friedrich Heinrich von Schwedt, der ihn in seine Kapelle aufnahm, aber kurz darauf verstarb. Moeser kehrte nach Berlin zurück, fand in dem Baron Bague aus Paris einen reichen Mäzen und ließ sich von dem Konzertmeister Carl Haack weiter ausbilden, um schließlich am 1. Januar 1792 Mitglied der Königlichen Kapelle zu werden. Aufgrund seiner überragenden Fähigkeiten zog ihn der König zu seinen privaten Streichquartett-Abenden hinzu, in denen er selbst Violoncello spielte.
Mehrere Liebesverhältnisse, teilweise zu Angehörigen des Hochadels, führten dazu, dass Moeser aus Preußen verbannt wurde und seinen Wohnsitz in Hamburg nahm. Dort machte er die Bekanntschaft von Ignaz Fränzl, Pierre Rode und Giovanni Battista Viotti. Gastspiele führten ihn nach Kopenhagen und London, wo ihn Johann Peter Salomon engagieren wollte. Dazu kam es jedoch nicht, da Moeser eine Liebesbeziehung mit einer Italienerin einging und mit dieser London wieder verließ.
1797, nach dem Tode Friedrich Wilhelm II., durfte Moeser nach Berlin zurückkehren und erhielt wieder seine frühere Stelle in der Königlichen Kapelle. Zu seinen engsten Freunden gehörte schon bald Prinz Louis Ferdinand, mit dem er häufig musizierte.
1803/04 unternahm er eine längere Reise nach Wien und konnte mit seinem Spiel Haydn und Beethoven begeistern. Daneben lernte er dort die Geiger Ignaz Schuppanzigh und George Polgreen Bridgetower kennen und trat am 26. April 1803 in einem Privatkonzert des Fürsten Joseph Lobkowitz auf – zusammen mit dem Harfenisten François-Joseph Naderman sowie Ferdinando Paër am Klavier.
Als der Krieg 1806 eine Reduzierung der Kapelle erforderte, verließ er Berlin wieder und reiste über Warschau nach St. Petersburg. 1811 kehrte er nach Berlin zurück. 1813 begründete er ein eigenes Streichquartett, mit dem er insbesondere die Werke Haydns, Mozarts und Beethovens aufführte. Am 22. April 1813 heiratete er die italienische Harfenistin Caroline Delphine Longhi. Die Ehe scheint nicht glücklich gewesen zu sein, denn 1825 verließ sie Berlin wieder, vermutlich nach vorausgegangener Scheidung. Seine zweite Gattin wurde die Sängerin Louise Moeser. Mit ihr zusammen hatte er den Sohn August Moeser, der am 25. Dezember 1825 geboren wurde.
Moeser wurde 1825 zum Königlichen Musikdirektor und ersten Konzertmeister ernannt und übernahm die Leitung der Instrumentalklasse der Königlichen Kapelle. 1842 feierte er sein 50-jähriges Dienstjubiläum und wurde pensioniert, behielt jedoch die Leitung der Instrumentalklasse.
Zu Moesers Schülern gehören sein Sohn August Moeser, Karl Müller und August Zimmermann.

## Trivia
In der Erzählung Der Baron von B. von E. T. A. Hoffmann, die 1820 in der Sammlung Die Serapionsbrüder erschien, taucht Moeser in der Gestalt des jungen Violinvirtuosen Carl auf.